# Cromossomo artificial bacteriano
Um cromossomo artificial bacteriano (BAC) é um vetor de clonagem usado para clonar fragmentos de DNA (de 100 a 300 kb de tamanho; média de 150 kb), baseada em um plasmídeo de fertilidade funcional (ou plasmídeo F), usado para transformação e clonagem em bactérias, geralmente em E. coli. Os plasmídeos F desempenham um papel crucial porque contêm genes de partição que promovem a distribuição uniforme dos plasmídeos após a divisão celular bacteriana. O tamanho usual de inserção do cromossomo artificial bacteriano é de 150–350 kbp. Um vetor de clonagem semelhante, chamado PAC, também foi produzido a partir do DNA do bacteriófago P1.
Os BACs eram frequentemente usados para sequenciar genomas de organismos em projetos genômicos, por exemplo, o Projeto Genoma Humano, embora tenham sido substituídos por tecnologias mais modernas. No sequenciamento de BAC, um pequeno pedaço do DNA do organismo é amplificado como uma inserção em BACs e, então, sequenciado. Finalmente, as partes sequenciadas são rearranjadas in silico, resultando na sequência genômica do organismo. Os BACs foram substituídos por métodos de sequenciamento mais rápidos e menos trabalhosos, como o sequenciamento shotgun do genoma completo e, mais recentemente, o sequenciamento de última geração.

## Componentes genéticos comuns
repE
para replicação de plasmídeo e regulação do número de cópias.
parA e parB
para particionar o DNA do plasmídeo F em células-filhas durante a divisão e garante a manutenção estável do BAC.
Um marcador selecionável
para resistência a antibióticos; alguns BACs também têm lacZ no local de clonagem para seleção azul/branco.
T7 e Sp6
promotores de fagos para transcrição de genes inseridos.

## Procedimento de clonagem
1. Corta-se o vetor com HindIII para linealizá-lo.
2. Se desfosforilam os extremos 5’ do vetor para evitar autoligação.
3. Se digere nossa mostra com HindIII ou compatível. Selecionam-se os fragmentos segundo seu tamanho por eletroforese e purificam-se.
4. Se realiza a reação de ligação.
5. É feita transferência dos vetores para uma célula por meio de eletroporação.
6. Se faz a seleção de clone-los num meio com cloranfenicol e X-gal (são positivos os que sobrevivem em cloranfenicol e carecem de atividade beta-galactosidasa).

## Modelagem de doenças

### Herdado
Os BACs estão sendo utilizados em maior extensão na modelagem de doenças genéticas, muitas vezes junto com camundongos transgênicos. Os BACs têm sido úteis nesse campo, pois genes complexos podem ter diversas sequências regulatórias a montante da sequência codificadora, incluindo várias sequências promotoras que irão controlar o nível de expressão de um gene.
Os BACs têm sido usados com algum grau de sucesso em camundongos no estudo de doenças neurológicas como a doença de Alzheimer ou como no caso da aneuploidia associada à síndrome de Down. Também houve casos em que eles foram usados para estudar oncogenes específicos associados a cânceres. Eles são transferidos para esses modelos de doenças genéticas por eletroporação/transformação, transfecção com um vírus adequado ou microinjeção.
Os BACs também podem ser utilizados para detectar genes ou grandes sequências de interesse e depois mapeá-los no cromossomo humano usando matrizes de BAC. Os BACs são preferidos para esse tipo de estudo genético porque acomodam sequências muito maiores sem o risco de rearranjo e, portanto, são mais estáveis do que outros tipos de vetores de clonagem.

### Infeccioso
Os genomas de vários grandes vírus de DNA e RNA foram clonados como BACs. Essas construções são chamadas de "clones infecciosos", pois a transfecção da construção BAC para células hospedeiras é suficiente para iniciar a infecção viral. A propriedade infecciosa desses BACs tornou mais acessível o estudo de muitos vírus, como os herpesvírus, poxvírus e coronavírus. Estudos moleculares desses vírus agora podem ser realizados usando abordagens genéticas para mutar o BAC enquanto ele reside nas bactérias. Essas abordagens genéticas dependem de vetores de direcionamento lineares ou circulares para realizar a recombinação homóloga.